# عقیم‌سازی

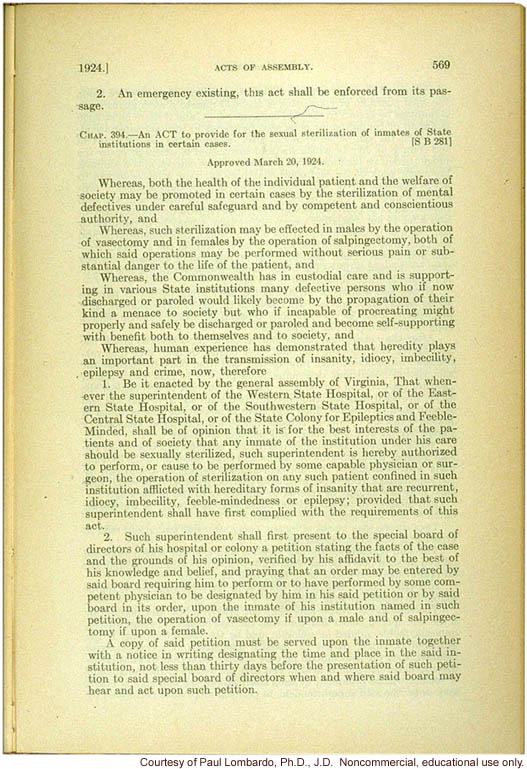
قانون عقیم سازی ویرجینیا سال 1924

عقیم‌سازی (به فرانسوی: Stérilisation) یا سترون‌سازی به روش‌های مختلفی گفته می‌شود که باعث می‌شوند شخص به‌طور دائم قدرت تولید مثل خود را از دست بدهد. عقیم‌سازی یکی از روش‌های پیشگیری از بارداری است. روش‌های ناباروری به هر دو صورت جراحی و غیر جراحی و برای هردو جنس مذکر و مؤنث است. روش‌های عقیم سازی به صورت برگشت‌ناپذیر طراحی شده‌اند و روش‌های برگشت آن عموماً مشکل یا غیرممکن است.
اغلب موارد عقیم سازی زنان در کشورهای در حال توسعه اتفاق می‌افتد درحالیکه وازکتومی مردان عمدتاً در کشورهای صنعتی اتفاق می‌افتد. زنان بیشتر نرخ عقیم‌سازی در سراسر جهان را تشکیل می‌دهند اما انگیزه‌های پشت آن متفاوت است و بستگی به عوامل جمعیتی دارد و اگر چه بیشتر به اثرات فیزیکی آن فکر می‌شود اما اثرات روانی، خانوادگی و اجتماعی آن نیز بسیار زیاد است.

## تاریخچه
در اوایل قرن بیستم، در بسیاری از کشورها ازجمله آلمان، ژاپن و ایالات متحده آمریکا قوانینی تصویب شدند که نه تنها عقیم سازی اجباری را مجاز می‌کردند بلکه برای آن مشوق‌هایی نیز در نظر گرفته بودند. در مدت کوتاهی بیش از ۴۰۰ هزار نفر در آلمان، ۶۳ هزار نفر در سوئد و ۸۰۰ هزار نفر در ژاپن عقیم شدند. دولت‌هایی که در کنترل فقر و جرایم ناموفق بودند با مطرح کردن فرضیات اثبات نشده‌ای مثل نظریات فرانسیس گالتون شروع به عقیم‌سازی گروه‌های مختلف جامعه کردند.
شعار اصلی این سیاست‌ها از بین بردن جرم و جنایت، بی‌خانمانی و بیماری‌های اعصاب و روان بود، با جلوگیری از به دنیا آمدن افرادی که به زعم سیاستمداران دارای ژن این صفات بودند. به همین دلیل فقرا، اقلیت‌های قومی و مذهبی، بیماران اعصاب و روان، روسپی‌ها، الکلی‌ها، بی‌خانمان‌ها، جنایتکاران و حتی در مواردی بی‌سوادان به عنوان گروه‌های هدف انتخاب شده و طی چندین سال صدها هزار نفر از آن‌ها عقیم شدند. پس از جنگ جهانی دوم اشتباه بودن این سیاست‌ها روشن شد و بسیاری از کشورها با اصلاح قوانین خود سعی کردند، عقیم سازی اجباری را با سیاست‌های داوطلبانه مهندسی جمعیت جایگزین کنند.
علیرغم تمام این تلاش‌ها، موج دوم عقیم‌سازی اجباری بین سال‌های ۱۹۶۰ تا ۱۹۹۰ این بار در بسیاری از کشورهای آمریکای جنوبی و آسیای جنوب‌شرقی رخ داد. طی این سال‌ها طیف وسیعی ازسیاست‌های تشویقی تصویب و اجرا شدند؛ عقیم‌سازی در قبال غذا، پول، زمین و مسکن، یا سیاست‌های تهدیدی مثل جریمه یا مجازات کسانی که حاضر نبودند عقیم شوند. برای مثال درنیمه دوم دهه نود کشور پرو برای مقابله با کمبود مواد غذایی سالانه هزاران زن را عقیم کرد. در تمامی این برنامه‌ها فقرا، معلولان، اقلیت‌های قومی و مذهبی در اولویت عقیم شدن قرار داشتند. جلوگیری از انتشار اطلاعات بهداشتی، عقیم‌سازی در شرایط غیر بهداشتی و عدم پیگیری و مراقبت بعد از عقیم‌سازی موجب غیرانسانی‌تر شدن اینگونه سیاست‌ها می‌شدند. به لحاظ تاریخی، چهار گروه همیشه گروه هدف اصلی سیاست عقیم‌سازی بوده‌اند: زنان، معلولان جسمی و ذهنی، افراد تراجنسیتی و فقرا.
گروه هدف در تمامی سیاست‌های مهندسی جمعیت زنان هستند. تاکنون به‌طور متوسط بیش از ۹۰ درصد کل عقیم‌سازی‌ها روی زنان انجام شده‌است. کنفرانس بین‌المللی جمعیت و توسعه در سال ۱۹۹۴ و چهارمین کنفرانس جهانی زنان در سال ۱۹۹۵، سبب تغییر قابل توجهی در این رویکرد شدند. کشورهای شرکت‌کننده در این دو کنفرانس موافقت کردند که از انتخاب داوطلبانه و فرزندآوری برنامه‌ریزی شده در خانواده حمایت کنند و از هدف قرار دادن گروه‌های خاص به ویژه زنان خودداری کنند. کشورهای شرکت‌کننده همچنین متعهد شدند که به سوی یک رویکرد مبتنی بر به رسمیت شناختن حقوق بشر به ویژه در مورد زنان و اصلاح سیاست‌های جمعیتی مبتنی بر ارائه برنامه‌های جامع سلامت جنسی و باروری جامع حرکت کنند.